# Comune di Fjends
Il comune di Fjends, fino al 1º gennaio 2007 è stato un comune danese situato contea di Viborg, il comune aveva una popolazione di 8 152 abitanti (2005) e una superficie di 236 km². Capoluogo era la cittadina di Stoholm.
Dal 1º gennaio 2007, con l'entrata in vigore della riforma amministrativa, il comune è stato soppresso e accorpato, insieme ai comuni di Bjerringbro, Karup, Møldrup e Tjele, al riformato comune di Viborg.